# Лимон ичанский
Лимо́н ича́нский (лат. Cítrus cavaleriéi, ранее — Citrus ichangénsis) — вечнозелёное растение, вид рода Цитрус (Citrus). Распространено в Китае.
Является самым холодоустойчивым вечнозелёным цитрусовым, может использоваться в качестве подвоя. Относится к группе папед — цитрусов, черешки листьев которых окаймлены очень широкими крыльями, сходны с листовыми пластинками.
Возможно, при гибридизации этого вида и мандарина возник цитрус юдзу.

## Ботаническое описание

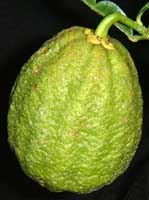
Плод ичанского лимона

Дерево или кустарник, достигающий 10 м в высоту, с прямыми шипами на ветвях.
Черешок листа равный пластинке до трёхкратно превышающего её по длине и ширине, узкоэллиптический, 6—16 см длиной и 2,5—4 см шириной, клиновидно суженный в основании, по краю мелкотупозубчатый. Пластинка листа яйцевидно-ланцетная, 2—8 см длиной и 0,7—4,5 см шириной, цельнокрайная или мелкотупозубчатая, с заострённым концом.
Цветки одиночные или до девяти в группах, около 3 см в диаметре. Чашечка пятилопастная, венчик в бутонах фиолетово-красноватый, при раскрывании розовый или белый, лепестки в числе 4—5, 1—1,8×0,5—0,8 см. Тычинки в числе 16—30. Завязь бледно-зелёная, широкоэллиптическая, столбик около 6,5 мм длиной, рыльце светло-жёлтое.
Гесперидий сплюснутый, шаровидный, 3—5 см длиной и 4—6 см в диаметре, или грушевидный, до 9—10 см длиной и 7—12 см в диаметре в наиболее широком месте, с узкими продольными бороздами. Точечные масляные вместилища цедры крупные, выступающие. Альбедо до 2 см толщиной, но обычно намного тоньше. Гнёзд 7—9. Соковые мешочки мелкие, кислые и едкие на вкус. Семена многочисленные, от почти шаровидных до неправильно пирамидальных, около 1,5 см в диаметре, желтоватые.

## Экология и распространение
Встречается в горах, по холмам и долинам.
Эндемик Китая, встречается от южной части провинции Ганьсу на севере до Юньнани и северной части Гуанси на юге.

## Таксономия и систематика

### Синонимы
- Citrus ×aurantium subsp. ichangensis (Swingle) Guillaumin, 1917
- Citrus hongheensis Y.M.Ye, X.D.Liu, S.Q.Ding & M.Q.Liang, 1976
- Citrus ichangensis Swingle, 1913, nom. superfl.
- Citrus macrosperma T.C.Guo & Y.M.Ye, 1997